# منتخب لبنان لهوكي الجليد
منتخب لبنان الوطني لهوكي الجليد هو منتخب وطني يمثل لبنان في منافسات هوكي الجليد الدولية، بدأ منافساته في سنة 2017، حيث لعب أول مباراة في تاريخه ضد منتخب هايتي، كما لعب مع الجزائر.